# Flint Hill (Missouri)
Flint Hill est une ville du comté de Saint Charles, dans le Missouri, aux États-Unis,. Située au nord-ouest du comté, elle est fondée en 1838 par Taliferro P. Grantham et incorporée en 1976.

## Démographie
Lors du recensement de 2010, la ville comptait une population de 525 habitants. Elle est estimée, en 2017, à 528 habitants.

### Source de la traduction
- (en) Cet article est partiellement ou en totalité issu de l’article de Wikipédia en anglais intitulé « Flint Hill, Missouri » (voir la liste des auteurs).